# Karin Schersinski
Karin Schersinski (* 10. Februar 1955 in Nordhausen; † 28. November 1976 bei Kyritz) war eine deutsche Schauspielerin.

## Leben
Karin Schersinski absolvierte von 1971 bis 1974 die Staatliche Schauspielschule Rostock, daran anschließend folgte eine Aspirantur an der heutigen Filmuniversität Babelsberg. Bereits während ihrer Ausbildung hatte Schersinski 1973 zum ersten Mal in einer Folge der Krimireihe Polizeiruf 110 vor der Kamera gestanden. 1976 erhielt sie ihr erstes Engagement am Theater in Wittenberg.
Am 28. November 1976 kam Karin Schersinski im Alter von 21 Jahren bei einem Verkehrsunfall auf der damaligen Fernverkehrsstraße 103 in der Nähe von Kyritz ums Leben.

## Filmografie
- 1973: Polizeiruf 110 – In der selben Nacht
- 1974: … verdammt, ich bin erwachsen
- 1975: Kriminalfälle ohne Beispiel: Mord im Märkischen Viertel
- 1975: Polizeiruf 110 – Der Spezialist
- 1976: Eine Chance für Manuela
- 1978: Gefährliche Fahndung